# Соловьёв, Михаил Фёдорович
Михаи́л Фёдорович Соловьёв (1785—1856) — русский физик и химик, член-корреспондент (1826) и почётный член Петербургской академии наук (1841), заслуженный профессор Санкт-Петербургского университета.

## Биография
Родился 1 (12) июля 1785 года.
В 1807 году окончил Главный педагогический институт. С ноября 1812 года — адъюнкт-профессор химии Педагогического института; в 1814—1818 гг. преподавал физику на публичных курсах при институте, с 1816 года — ординарный профессор: заведовал кафедрой химии института с 1816 года и кафедрой физики с 1817 года. Также с 1815 года он преподавал химию с 1815 года — в Горном кадетском корпусе и с 1819 года — в Главном инженерном училище, где ещё в 1816 году начал преподавать физику.
После того, как в феврале 1819 года Главный педагогический институт был преобразован в Санкт-Петербургский университет, М. Ф. Соловьёв сохранил все свои должности; кафедрой физики заведовал до 1822 года, кафедрой химии до 1826 года (в этом же году оставил преподавание в Горном кадетском корпусе). В 1819—1839 годах читал в университете курс органической химии (химии тел органических), в 1833—1846 — курс неорганической химии (химии тел неорганических). Разрабатывал русскую химическую номенклатуру и методику преподавания аналитической химии. В 1837—1839 гг. первым из отечественных учёных читал в Петербургском университете курс аналитической химии, организовал в университете аналитическую лабораторию.
С 20 декабря 1826 года был член-корреспондентом Петербургской академии наук, с 21 ноября 1841 года — почётный член академии по отделению русского языка и словесности.
С 1827 года состоял членом Вольного экономического общества.
Умер в Санкт-Петербурге 16 (28) января 1856 года. Похоронен на Смоленском православном кладбище.
Имел незаконнорожденного сына Михаила (05.10.1823—?), от Сарры Ильиничны Лепиной

## Награды
- Орден Святого Владимира 4-й степени (14 апреля 1819)
- Орден Святой Анны 2-й степени (1 января 1822); алмазные украшения (9 декабря 1824)
- Орден Святого Владимира 3-й степени (11 марта 1834)
- Знак отличия за XXX лет беспорочной службы (1844)